# Бустрём, Агнес
Агнес Бустрём (швед. Agnes Boström; 29 апреля 1912, Tarasjönäs — 16 ноября 2024, Älandsbro, Вестерноррланд) — шведская супердолгожительница, возраст которой подтверждён Группой геронтологических исследований (GRG) и Группою LongeviQuest (LQ). С 16 октября по 16 ноября 2024 года являлась старейшей ныне живущей жительницей Швеции. Её возраст составлял 112 лет 201 день.

## Биография
Родилась 29 апреля 1912 года под именем Агнес Сесилия Эрикссон в деревне Тарашёнэс, недалеко от Рамселе, пятым ребёнком из восьми детей Эрика-Петтера и Анны-Мэрты Абрахамссон. Её мать дожила до 98 лет. Хотя ей было всего несколько лет, когда началась Первая мировая война, она помнила, как её отца призвали в армию. После окончания начальной школы работала горничной, затем устроилась в гостиницу в Рамселе, а затем в Соллефтео. В течение трёх лет (1934—1937 гг.) работала официанткой в ресторане Нэсгорден, расположенном недалеко от Хэрнёсанда.
Вышла замуж за плотника Готфрида Бустрёма. В 1940 году вместе с мужем купили ферму в Рамсосе, где она посвятила себя заботе о доме и семье, одновременно управляя фермой. У них родился сын. В 1969 году она овдовела после того, как её муж скончался от последствий несчастного случая, произошедшего несколькими годами ранее, а в 1993 году её сын Стиг погиб в дорожно-транспортном происшествии. В 1980-х годах она переехала в Эландсбро. Имела много увлечений, в том числе чтение и разгадывание кроссвордов. В 1990-х годах  участвовала также в различных мероприятиях, организованных ассоциацией пенсионеров, таких как цигун, гимнастика и кулинария.
В возрасте 109 лет оставалась достаточно самостоятельной: по-прежнему занималась уборкой, мытьём окон, приготовлением пищи и многими другими домашними делами, самостоятельно ходила за продуктами и иногда помогала соседке по хозяйству. Когда её спросили о секрете долголетия, она не стала связывать его с чем-то конкретным, сказав: «Думаю, это зависит от генов. Мама дожила до 98 лет и почти никогда не болела. Я также благодарна своей радости жизни за то, что смогла прожить так долго». Она добавила также, что всегда радовалась простой домашней еде, предпочитая её другой пище, потому что знала, что в ней нет вредных добавок.
Возраст Бострём был подтверждён Виктором Бьёрком, Вацлавом Яном Крочеком и Оливером Тримом и утверждён Группой геронтологических исследований 27 июня 2023 года.
Умерла в Эландсбро, графство Вестерноррланд, Швеция, в возрасте 112 лет 201 дня.

## Рекорды долголетия
- 29 апреля 2022 года стала супердолгожителем.

- 16 октября 2024 года стала старейшим известным ныне живущим человеком в Швеции после смерти 112-летней Гунборг Хэнкок.